# Alice Stewart Ker
Alice Stewart Ker bzw. Alice Jane Shannan Ker (* 2. Dezember 1853 in Deskford, Banffshire; † 20. März 1943 in London) war eine schottisch-britische Ärztin, Gesundheitserzieherin und Frauenrechtlerin. Sie war die 13. Frau im Register der British Medical Association.

## Leben
Ker war das älteste von neun Kindern von Margaret Millar Stevenson (1826–1900) und Reverend William Turnbull Ker (1824–1885), einem Pfarrer der Free Church of Scotland. Im Alter von 18 Jahren zog sie nach Edinburgh, um „Universitätskurse für Damen“ zu belegen, darunter Anatomie und Physiologie. Während ihres Aufenthalts in Edinburgh lernte sie Sophia Jex-Blake kennen, die sich dafür einsetzte, dass die Universität Edinburgh Frauen einen medizinischen Abschluss zuerkannte. Als Jex-Blakes Petition von der Universität abgelehnt wurde, verließ Ker Edinburgh, um ihre medizinische Ausbildung in Irland zu absolvieren, wo sie vom King and Queen’s College of Physicians of Ireland die Approbation erhielt.
Nach Abschluss ihrer Ausbildung kehrte sie nach Edinburgh zurück und teilte sich ein Jahr lang eine Praxis mit Jex-Blake. Sie war schließlich die 13. Frau, die in Großbritannien als Ärztin zugelassen wurde.
Anschließend studierte sie ein Jahr lang in Bern in der Schweiz, finanziert von ihren Tanten Flora und Louisa Stevenson, die sich unter anderem für Frauenrechte engagierten. Nach ihrer Rückkehr nach Großbritannien arbeitete sie als Hauschirurgin am Birmingham Children's Hospital und wurde anschließend Allgemeinmedizinerin in Leeds. 1887 kehrte sie nach Edinburgh zurück, wo sie als selbständige Ärztin arbeitete und die gemeinsamen Prüfungen des Royal College of Surgeons ablegte – als eine von nur zwei Frauen in jenem Jahr.
Sie heiratete 1888 ihren Cousin Edward Stewart Ker (1839–1907) und zog mit ihm nach Birkenhead, wo sie zwei Töchter, Margaret Louise (* 1892) und Mary Dunlop (* 1896), bekamen; ein Sohn starb im Säuglingsalter. Ihre Praxis befand sich in Birkenhead, wo sie die einzige Ärztin in der Gegend war. Die Praxis war erfolgreich, und sie hatte viele zusätzliche Aufgaben, da sie als ärztliche Betreuerin des weiblichen Personals der Post tätig war und als Honorary Medical Officer des Wirral Women and Children's Hospital, des Wirral Lying-In Hospital, des Birkenhead Rescue Home und der Caledonian Free Schools in Liverpool fungierte. Außerdem hielt sie Vorträge und Vorlesungen vor Arbeiterinnen in Manchester zu den Themen Sexualität, Geburtenkontrolle und Mutterschaft. Diese Vorträge wurden 1891 in ihrem Werk Motherhood: A Book for Every Woman veröffentlicht.

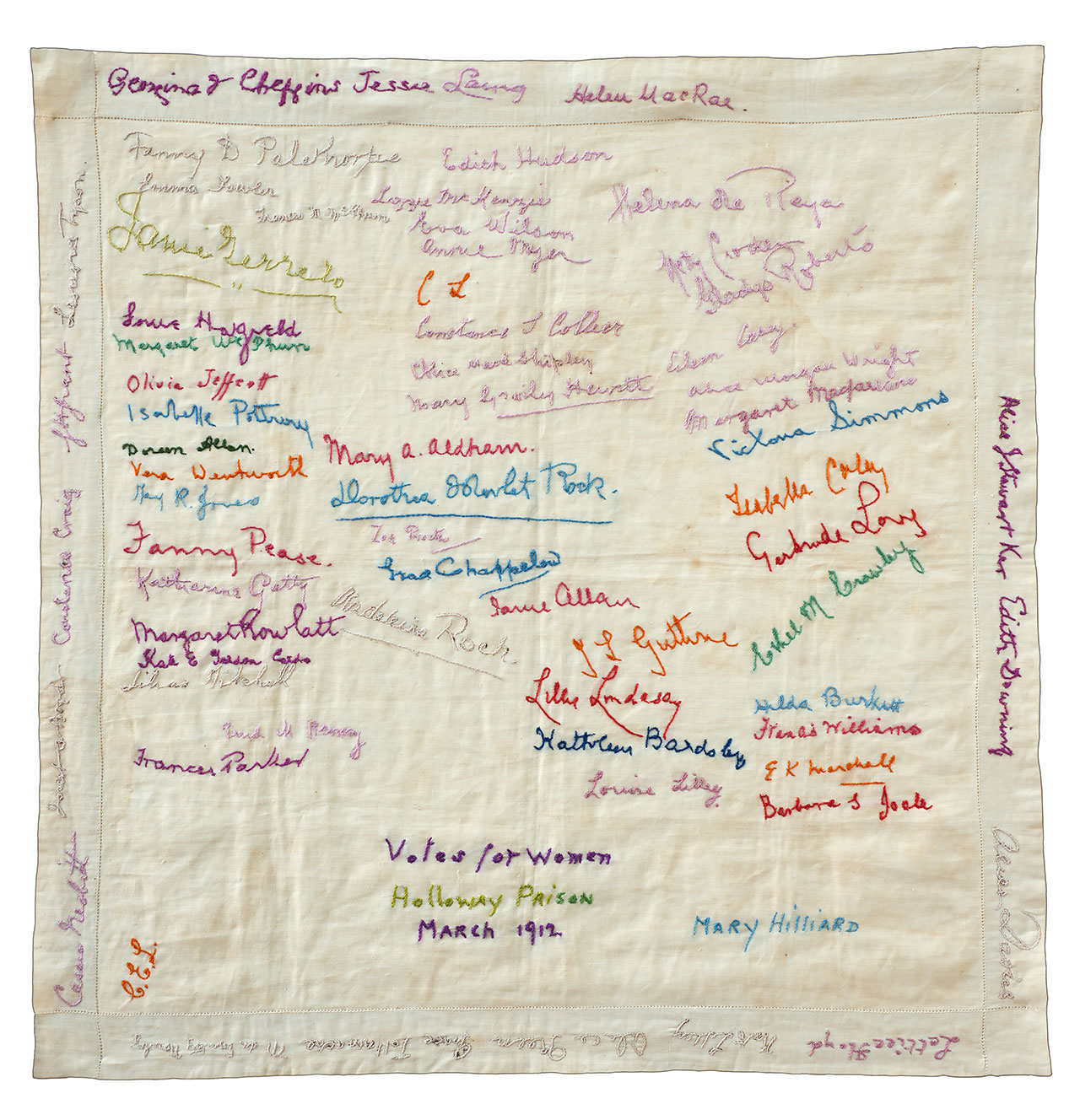
The Suffragette Handkerchief, März 1912, Kers Name hochkant rechts

1893 engagierte sich Ker in der Birkenhead and Wirral Women's Suffrage Society, und nach dem Tod ihres Mannes im Jahr 1907 wurde ihr Interesse am Frauenwahlrecht für sie immer wichtiger. Sie wurde Vorsitzende der örtlichen Suffrage Society, fand diese aber zu gemäßigt und trat 1907 zusammen mit Alice Morrissey der progressiveren Women’s Social and Political Union (WSPU) bei. Ker arbeitete mit Ada Flatman zusammen, die Mitarbeiterin der WSPU war. Flatman und Patricia Woodlock organisierten den WSPU-Laden, über den beträchtliche Mittel für die Organisation eingebracht wurden.
Im März 1912 wurde sie inhaftiert, nachdem sie zu den rund 200 Frauen gehörte, die bei einer von der WSPU organisierten Aktion die Fenster des Kaufhauses Harrods einwarfen. Im Holloway Prison wurde sie zwangsernährt und deshalb vor Ablauf ihrer zweimonatigen Haftstrafe krank entlassen. Im Gefängnis schrieb sie Gedichte und trug zu den „Holloway Jingles“ bei, einer vom Glasgower Zweig der WSPU veröffentlichten Sammlung. In Holloway war sie Mitunterzeichnerin von The Suffragette Handkerchief. Der Schriftverkehr mit Rosa May Billinghurst betreffend Kers Beteiligung an dem Vorfall ist in der LSE Digital Library überliefert.
Ker arbeitete zunächst weiterhin als Ärztin, wurde aber aufgefordert, das Krankenhaus zu verlassen. Sie zog nach Liverpool, wo sie ihre beiden Töchter schriftlich aufforderte, Patricia Woodlock aufzusuchen und sich für das Frauenwahlrecht einzusetzen. Margaret trat tatsächlich in die Fußstapfen ihrer Mutter und wurde im November 1912 zu drei Monaten Gefängnis verurteilt, weil sie eine „gefährliche Substanz“ in einen Briefkasten in Liverpool gesteckt hatte.
Ker schloss sich zusammen mit Patricia Woodlock und Isabel Buxton den United Suffragists von Frederick Pethick-Lawrence an und trat später der Women’s International League for Peace and Freedom bei, wobei sie während des Ersten Weltkriegs eine pazifistische Haltung einnahm. Bis zum und während des Zweiten Weltkriegs arbeitete sie in London.
Ker war Vegetarierin und Anti-Vivisektionistin. Sie starb 1943.
Der Name Alice Ker Square wurde im Zuge der Sanierung des Zentrums von Birkenhead in den frühen 2020er Jahren einem Platz dort gegeben.

## Werk
- Dr. Alice Ker (Mrs. Stewart Ker): Motherhood: A Book for Every Woman. John Heywood, Manchester und London 1891.